# Joseph Bilodeau
Pour les articles homonymes, voir Bilodeau.
Joseph Bilodeau (Saint-Pamphile, Québec, 9 août 1900 - Sainte-Foy, Canada, 25 octobre 1976) est un avocat et un homme politique québécois. Il est député de la circonscription de L'Islet pour l'Union nationale de 1936 à 1939 et ministre des Affaires municipales, de l'Industrie et du Commerce du 15 décembre 1936 au 8 novembre 1939.

## Biographie
Il est le fils d'Achille Bilodeau, forgeron, et de Marie Leclerc. Il épouse en 1928 Marie-Blanche-Édith L'Heureux.

### Carrière politique
Joseph Bilodeau est élu député de l'Islet aux élections générales de 1936. Il est nommé ministre des Affaires municipales, de l'Industrie et du Commerce après qu'Ernest Grégoire, député de Montmagny, ait refusé le poste.

## Distinctions
- Conseiller du roi